# Saison 1 de Young and Hungry
Chronologie
Saison 2
Cet article est le guide des épisodes de la première saison de la série télévisée Young and Hungry.

## Synopsis
Un riche et jeune entrepreneur de San Francisco, Josh Kaminski, engage une blogueuse culinaire, Gabi Diamond, afin qu'elle devienne sa chef personnelle. Prête à tout pour garder son emploi, Gabi doit montrer ses compétences à Josh ainsi qu'à son bras-droit, Elliot Park. Gabi est entourée de sa meilleure amie Sofia Rodriguez mais aussi par Yolanda, l'intendante de Josh.

## Distribution

### Acteurs principaux
- Emily Osment : Gabi Diamond
- Jonathan Sadowski : Josh Kaminski
- Rex Lee : Elliot Park
- Aimee Carrero : Sofia Rodriguez
- Kym Whitley (en) : Yolanda

### Acteurs récurrents
- Mallory Jansen : Caroline Huntington
- Jesse McCartney : Cooper
- Ashley Tisdale : Logan Rawlings

### Invités
- Jessica Lowndes : Judy Green (épisode 3)
- Tim Bagley : Révérend (épisode 10)

## Liste des épisodes

### Épisode 1: Titre français inconnu (Pilot)
- États-Unis : 1,09 million de téléspectateurs[3] (première diffusion)

### Épisode 2: Titre français inconnu (Young & Ringless)
- États-Unis : 770 000 téléspectateurs[4] (première diffusion)

### Épisode 3: Titre français inconnu (Young & Lesbian)
- États-Unis : 910 000 téléspectateurs[5] (première diffusion)

### Épisode 4: Titre français inconnu (Young & Pregnant)
- États-Unis : 900 000 téléspectateurs[6] (première diffusion)

### Épisode 5: Titre français inconnu (Young & Younger)
- États-Unis : 769 000 téléspectateurs[7] (première diffusion)

### Épisode 6: Titre français inconnu (Young & Punchy)
- États-Unis : 930 000 téléspectateurs[8] (première diffusion)

### Épisode 7: Titre français inconnu (Young & Secret)
- États-Unis : 850 000 téléspectateurs[9] (première diffusion)

### Épisode 8: Titre français inconnu (Young & Car-less)
- États-Unis : 890 000 téléspectateurs[10] (première diffusion)

### Épisode 9: Titre français inconnu (Young & Getting Played)
- États-Unis : 850 000 téléspectateurs[11] (première diffusion)

### Épisode 10: Titre français inconnu (Young & Thirty (...and getting married!))
- États-Unis : 1,02 million de téléspectateurs[13] (première diffusion)